# Nefropatia toczniowa

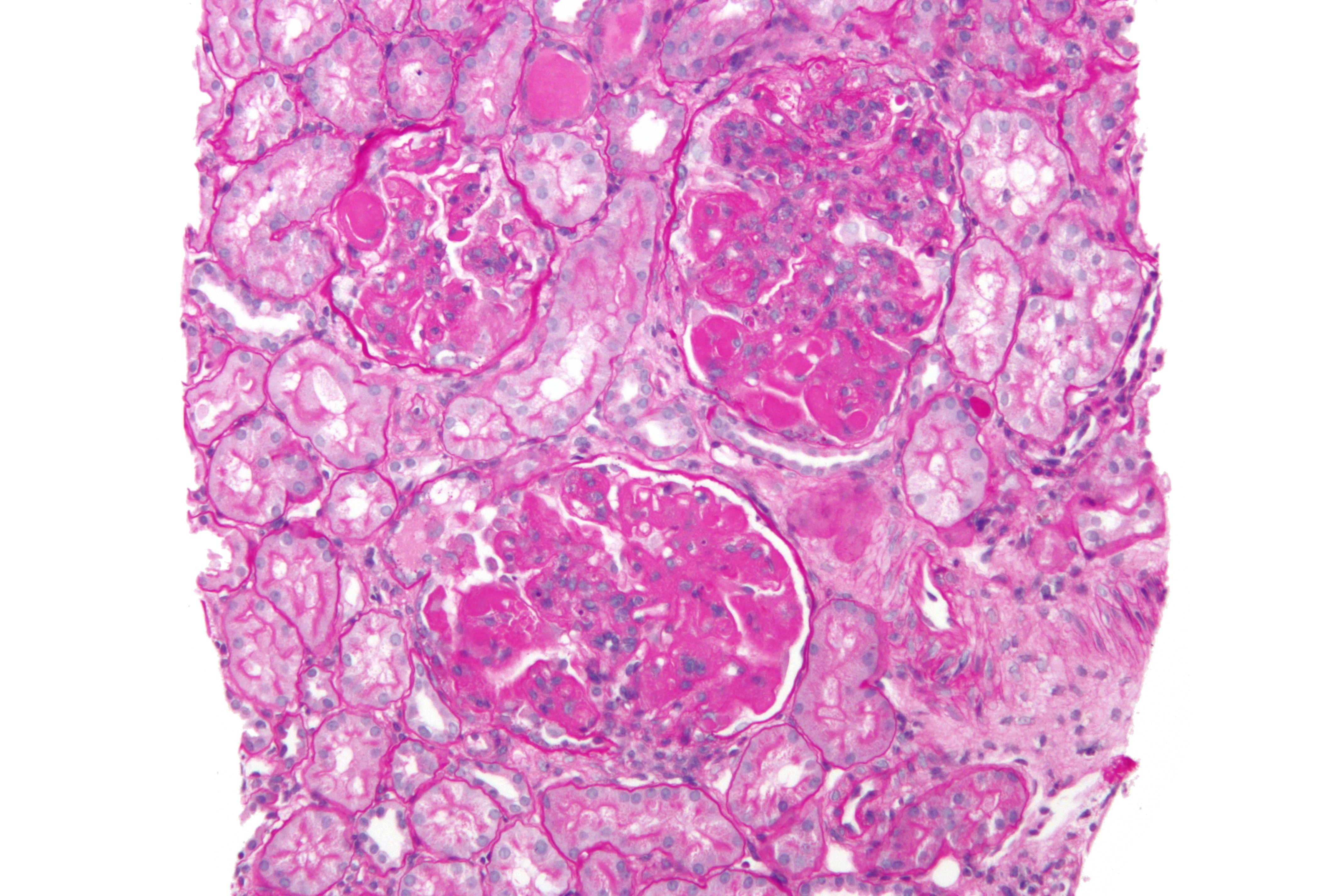
Obraz mikroskopowy rozlanego rozplemowego kłębuszkowego zapalenia nerek w przebiegu tocznia

Nefropatia toczniowa – glomerulopatia wtórna zapalna, w której uszkodzenie miąższu nerek spowodowane jest toczniem rumieniowatym układowym. Do zmian w nerkach dochodzi u około 50% chorych z SLE.
Objawia się białkomoczem, krwiomoczem, nadciśnieniem tętniczym, niewydolnością nerek. 
Klasyfikacja histopatologiczna WHO (1982, rewizja w 1995):
- Klasa I: minimalne zmiany mezangialne (ang. minimal mesangial glomerulonephritis; 10-25%)
- Klasa II: zmiany mezangialne rozplemowe ze złogami w mezangium (ang. mesangial proliferative glomerulonephritis)
- Klasa III: ogniskowe rozplemowe kłębuszkowe zapalenie nerek (ang. focal proliferative nephritis; 20-35%)
- Klasa IV: rozlane rozplemowe lub błoniastorozplemowe kłębuszkowe zapalenie nerek (ang. diffuse proliferative nephritis; 35-60%)
- Klasa V: błoniaste kłębuszkowe zapalenie nerek (ang. membranous nephritis)
- Klasa VI: zaawansowane stwardnienie kłębuszków (ang. glomerulosclerosis)

## Klasyfikacja ICD10
| kod ICD10     | nazwa choroby                                                                   |
| ------------- | ------------------------------------------------------------------------------- |
| ICD-10: N08.5 | Zaburzenia kłębuszków nerkowych w przebiegu układowych chorób tkanki łącznej    |
| ICD-10: N16.4 | Zaburzenia cewkowo-śródmiąższowe nerek w układowych zaburzeniach tkanki łącznej |
| ICD-10: M32.1 | Toczeń rumieniowaty układowy z zajęciem narządów                                |